# Benigno e Caro
Benigno e Caro furono due eremiti vissuti nella zona del Garda veronese tra l'VIII e il IX secolo; sono venerati come santi dalla Chiesa cattolica, che li commemora congiuntamente il 26 luglio.

## Agiografia

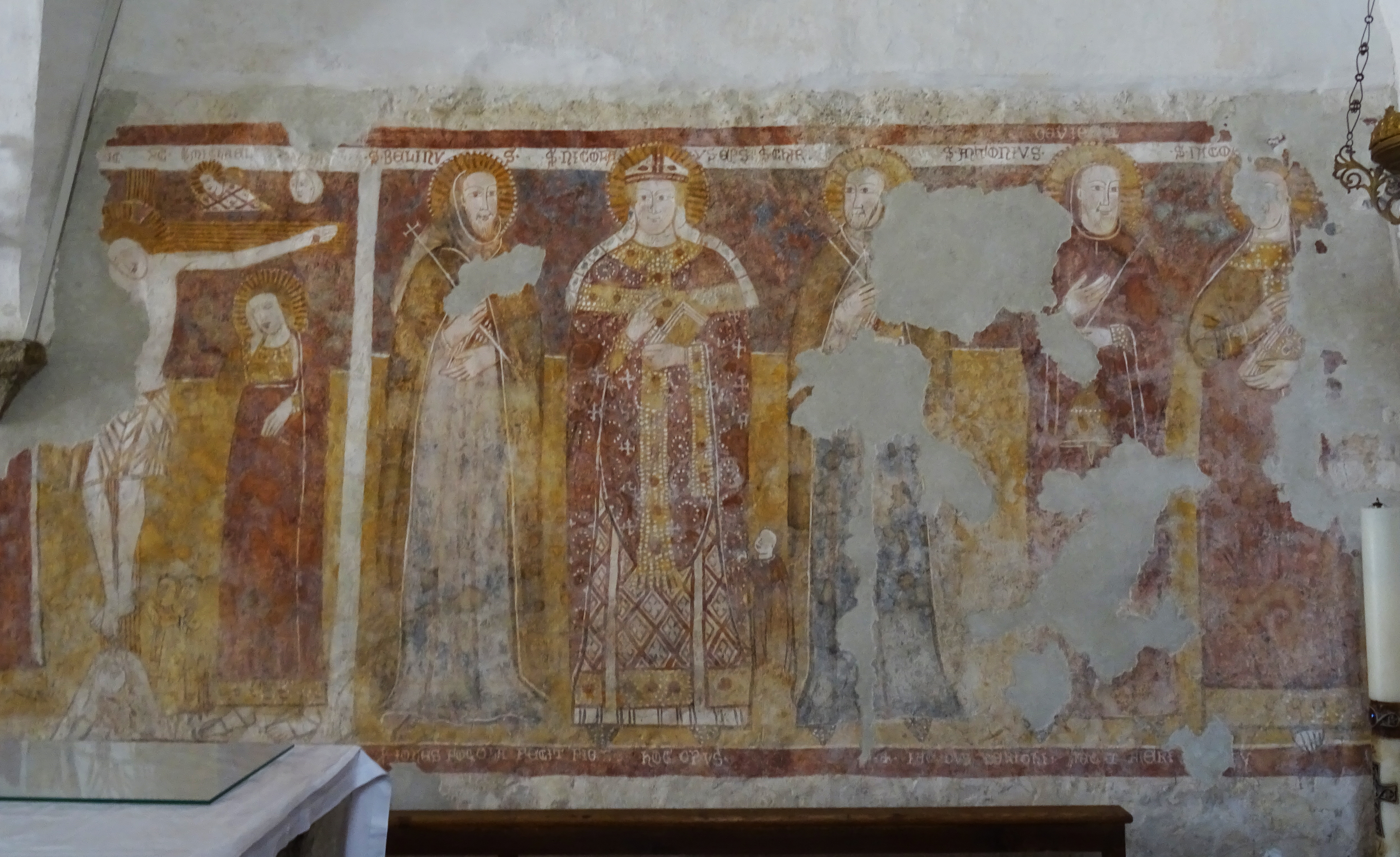
I santi Benigno e Caro, ai lati di san Nicola, negli affreschi trecenteschi della chiesa di San Nicola di Assenza (Brenzone sul Garda)

Secondo la tradizione, Benigno e Caro erano due eremiti agostiniani che vivevano in una grotta a 800 metri di altezza sulle pendici del Monte Baldo, trascorrendo il tempo in preghiera e meditazione, in lavoro e con opere caritatevoli; avevano fama di santità ed erano spesso visitati dagli abitanti dei paesi vicini per ottenere consigli o per chiedere preghiere.
I santi sono legati in particolare alla vicenda della traslazione delle spoglie di san Zeno. Secondo una versione, nell'anno 807, completata la costruzione della basilica di San Zeno a Verona, il vescovo Ratoldo ordinò che vi fosse collocato il corpo del santo patrono e Benigno e Caro furono gli unici ad accettare il compito. Un resoconto più "favoleggiante", tramandato da Girolamo dalla Corte in Dell'Historie della città di Verona e citato da Berto Barbarani, vuole invece che fu Pipino il Breve a decidere di far traslare il corpo di san Zeno, ma che al momento di farlo nessuno fu in grado di farlo staccare da terra; così una vecchia indovina suggerì di chiamare Benigno e Caro; il diavolo tentò di sviarli apparendo loro con le sembianze di un merlo, ma Benigno, avendolo riconosciuto, gli intimò di fermarsi a mezzo monte e quello obbedì. Giunti a Verona, i due eremiti furono in grado di sollevare e trasportare il corpo di san Zeno con due sole dita; sulla via del ritorno ripassarono nel posto dove Benigno aveva fermato il merlo, che nel frattempo era morto di fame; Benigno digiunò dunque per quaranta giorni. Sul luogo dove era morto il merlo venne poi eretto un capitello votivo, tuttora presente.
Alla morte di Benigno e Caro, avvenuta un 26 luglio di alcuni anni dopo, il vescovo li proclamò degni di culto e li fece seppellire con onore sotto all'altare della chiesa parrocchiale di Santo Stefano di Malcesine.
Sui due eremiti si narrano alcuni altri aneddoti; una volta essi sarebbero stati accusati di aver preso per amante una donna di nome Olivetta, che visitava regolarmente la loro grotta per sbrigare le faccende domestiche. Raggiunti alla loro grotta in tarda serata da un diacono, che li chiamava a discolparsi davanti al vescovo, Benigno e Caro stabilirono di portargli in dono delle rape. Quando il diacono fece notare che il tempo delle rape era già passato, Benigno e Caro ne seminarono alcune quella sera stessa e la mattina raccolsero due rape da 1 kg e 600 grammi ciascuna. Prima di raggiungere Verona, i due santi furono colti da un tremendo acquazzone e così entrarono a cospetto del vescovo bagnati fradici; avendo ottenuto il permesso di asciugarsi prima di rispondere delle accuse, stesero i loro abiti su un raggio di luce che entrava da una finestra; visto ciò e sentito dal diacono il racconto delle rape, il vescovo li assolse prontamente.

## Culto
Nel 1314 le loro spoglie furono traslate, dal vescovo Teobaldo Fabri, in una nuova cappella appositamente costruita nella parrocchiale di Malcesine. 
Il loro culto è prettamente locale, limitato al comune di Malcesine e a quelli vicini; la festa si celebra il 26 luglio, data congiunta del loro dies natalis. Ad essi sono dedicate la chiesa della Disciplina di Malcesine, e due chiese di Cassone (la vecchia e la nuova parrocchiale), oltre che l'eremo dei santi Benigno e Caro sul Monte Baldo.